# Henri De Clerck
Henri-Joseph De Clerck (Brugge, 22 mei 1876 - 20 november 1960) was een Belgisch volksvertegenwoordiger.

## Levensloop
Henri De Clerck was de zoon van Marie-Jeanne De Clerck en een neef van de stichter van de Blikslagerijen De Clerck, Pieter De Clerck (Brugge 1849 - Gent 1907). Van begin 1905 tot 19 juni 1906 woonde hij in bij die oom, in de Brugse Langestraat. Op die laatste datum trouwde hij met Louisa Marechal.
De Clerck sloot zich aan bij de Socialistische Jonge Wacht, werd voorzitter van de socialistische turnclub en propagandist van de ziekenbond Moyson. Hij was medestichter van de Bond Moyson in Brugge en van de Brugse afdeling van de Belgische Werkliedenpartij. Hij werd vakbondsleider en secretaris van de Brugse metaalwerkerscentrale. Door zijn dienstbetoon werd hij zeer populair.
Bij de verkiezingen van 16 november 1919 werd hij tot socialistisch volksvertegenwoordiger verkozen, doordat de socialisten onverwacht een tweede zetel behaalden. Bij de volgende verkiezing op 20 november 1921 was dit niet meer zo en werd hij niet meer herkozen. Hij keerde toen weer naar zijn vroegere activiteiten bij de vakbond. Hij werd provinciaal secretaris van de metaalwerkersbond. Hij werd lid van de werkrechtersraad.
Van 1925 tot 1932 was hij provincieraadslid. Hij werd ook gemeenteraadslid in Brugge.